# 9018 Galache
9018 Galache è un asteroide della fascia principale. Scoperto nel 1987, presenta un'orbita caratterizzata da un semiasse maggiore pari a 2,3139160 UA e da un'eccentricità di 0,0830395, inclinata di 5,83226° rispetto all'eclittica.